# Samantha Potter
Samantha Potter (20 de janeiro de 1990) é uma modelo norte-americana mais conhecida por ter conquistado o segundo lugar no programa America's Next Top Model no Ciclo 11, transmitido pelo canal The CW em 2008. 

## Antes de America's Next Top Model
Samantha Potter reside em Woodland Hills (Los Angeles), California. Nos anos de liceu ela jogava voleibol e praticava futebol.

## America's Next Top Model
No quinto episódio do programa Samantha esteve em riscos de ser eliminada por ter ofendido o estilista Jeremy Scott, por levantar o vestido enquanto desfilava com uma das suas criações. Na semana seguinte a sua fotografia na sessão fotográfica dos Desastres Naturais foi considerada a melhor, e exposta como Arte Digital na casa onde as concorrentes viviam. No episódio onze voltou a ter a melhor fotografia. No último episódio da temporada Samantha Potter perdeu contra Mckey Sullivan, ficando em segundo lugar na competição.

## Pós-America's Next Top Model
Samantha apareceu juntamente com outra das concorrentes de ANTM, Analeigh Tipton, num episódio da série Big Bang Theory. 
Em 2009 desfilou para vários estilistas na Amsterdam International Fashion Week, como um dos prêmios que tinha ganho durante a sua participação em ANTM. 
Mais recentemente conseguiu um contrato com a agencia LA Model Management. 